# 宋嶽 (成化進士)
宋嶽（1433年—？），字紹申，福建興化府莆田縣人，軍籍。明朝政治人物。進士出身。

## 生平
成化四年（1468年）戊子科福建鄉試第八十名。成化八年（1472年）壬辰科會試第二百四十四名，殿試登進士第三甲第一百三十五名。

## 家族
曾祖父宋彥章。祖父宋士秩。父亲宋肅倫。